# Georg Andreas Sorge
Georg Andreas Sorge (Mellenbach, 1703 – Lobenstein, 1778) è stato un organista e compositore tedesco, nonché teorico musicale.

## Biografia
Georg Andreas Sorge si avvicinò alla musica seguendo dal 1714 al 1716 le lezioni dell'organista del tribunale di Schney (Alta Franconia) Kaspar Tischer.
L'appartenenza all'associazione musicale Correspondierende Societät der musicalischen Wissenschaften, fondata da Lorenz Christoph Mizler avvenuta nel 1747, incoraggiò Sorge a studiare, dal punto di vista scientifico, le diverse forme musicali e le loro varie implicazioni matematiche.
L'occasione per gli studi teorici musicale fu la disputa su un nuovo sistema di toni introdotto da Georg Philipp Telemann, sulla divisione dell'ottava in 55 microintervalli. Poiché Telemann aveva formulato solo le condizioni di base del suo sistema, la Correspondierende Societät der musicalischen Wissenschaften si impegnò per approfondire i calcoli matematici e Sorge si distinse per le definizioni matematiche del sistema di Telemann assieme a Christoph Gottlieb Schröter.
Come musicista fu, principalmente, l'organista della corte a Lobenstein, e durante tutta la sua carriera si dimostrò anche un compositore prolifico.
Tra le sue composizioni, si annoverano soprattutto pezzi per organo e per pianoforte, oltre ad un rilevante numero di cantate e mottetti.
Ma il suo nome è ricordato anche per il lavoro svolto come teorico, per il quale ha pubblicato, tra gli altri: Genealogia allegorica intervallorum octavae diatonico-chromaticae (1741), Vorgemach der musik. Komposition (1745), Compendium harmonicum (1760).

## Opere
- Genealogia allegorica intervallorum octavae diatonochromaticae : Das ist: Geschlecht-Register der Intervallen der diatonisch-chromat. Octav, Hof 1741, versione online
- Anweisung zur Stimmung und Temperatur sowohl der Orgelwerke, als auch anderer Instrumente, sonderlich aber des Claviers. In einem Gespräche zwischen einem Musico theoretico und seinem Scholaren, Amburgo 1744, versione online
- Vorgemach der musicalischen Composition oder: Ausführliche, ordentliche und vor heutige Praxin hinlängliche Anweisung zum General-Baß, durch welche ein Studiosus musices zu einer gründlichen Erkänntnis aller in der Composition und Clavier vorkommenden con- und dissonirenden Grundsätze [...] kommen, folglich nicht nur ein gutes Clavier als ein Compositor extemporaneus spielen lernen, sondern auch in der Composition selbst wichtige [...] Profectus machen kann, Lobenstein 1745, versione online
- Gespräch zwischen einem Musico theoretico und einem Studioso Musices von der Prätorianischen, Printzischen Werkmeisterischen ... Temperatur, wie auch von dem neuen Systemate ... Telemanns zur Beförd. reiner Harmonie, [1748], versione online.
- Ausführliche und deutliche Anweisung zur Rational-Rechnung, und der damit verknüpfften Ausmessung und Abtheilung des Monochords: Vermittelst welcher man Die musikalische Temperatur, [...] So genau als es das Gehör zu fassen vermag, nicht nur [...] ausrechnen, sondern auch [...] ausmessen [...] kan; Nebst einer ausführlichen Nachricht von dem neuen Telemannischen Intervallen System [...], Lobendsten 1749, versione online
- Gründliche Untersuchung ob die im dritten Theile des dritten Bandes der Mizlerischen musicalischen Bibliothek S. 457 und 580 befindlichen Schroeterischen Clavier-Temperaturen für gleichschwebend paßieren können oder nicht, Lobenstein 1754
- Zuverlässige Anweisung Claviere und Orgeln behörig zu temperiren und zu stimmen, nebst einem Kupfer, welches die Ausmessung und Ausrechnung der Temperatur, wie auch das Telemannische System [...] darstellet; auf Veranlassung Herrn B. Barthold Fritzens [...] herausgegebenen mechanischen Art zu stimmen, und zur Vertheidigung gegen desselben Angrif entworfen, Lipsia e Lobenstein 1758 versione online.
- Anleitung zur Fantasie, oder zu der schönen Kunst, das Clavier, wie auch andere Instrumente aus dem Kopfe zu spielen; nach theoretischen und practischen Grundsätzen, wie solche die Natur des Klangs lehret […], Lobenstein 1767. versione online
- Der in der Rechen- und Meßkunst wohlerfahrene Orgelbaumeister [...], Lobenstein 1773. versione online